# حسن أباد العليا (دشتاب)
حسن أباد العلیا (بالفارسية: حسن‌آباد علیا) هي قرية تقع في إيران في قسم دشتاب الريفي. يقدر عدد سكانها بـ 55 نسمة .